# Lagorchestes asomatus
Espèce
Statut de conservation UICN

 EX  : Éteint
Le lièvre-wallaby du Centre ou lièvre-wallaby du Lac Mackay,  (Lagorchestes asomatus; en anglais :  Lake Mackay Hare-wallaby
ou   Kuluwarri) était une espèce de macropodidae vivant en Australie centrale. On connait très peu de choses sur lui.
Tout ce qu'on a de lui est un crâne trouvé en 1932 entre le Mont Farewell et le Lac Mackay dans le Territoire du Nord. On pense qu'il vivait dans les collines désertiques de l'ouest du pays.